# Stanley Ralph Ross
Stanley Ralph Ross (Nova Iorque, 22 de julho de 1935 - Los Angeles, 16 de março de 2000) foi um roteirista, ator, dublador, compositor e autor norte-americano. Roteirizou mais de 250 programas de televisão, incluindo vários episódios das séries Batman, The Monkees e Wonder Woman, a qual criou e desenvolveu.

## Primeiros anos
Ross nasceu em Nova Iorque numa família judia e cresceu no bairro do Brooklyn.  Na juventude, tinha interesse em livros e música e, em 1956, mudou-se para Los Angeles, onde trabalhou inicialmente nos correios e, mais tarde, como redator em várias agências de publicidade. Em 1963, compôs um álbum de paródias musicais intitulado My Son, the Copycat, no qual também explorou o humor judaico.

## Cinema e televisão
No âmbito cinematográfico, seus primeiros papéis foram um muezim na comédia John Goldfarb, Please Come Home! (1974) e um cantor árabe no drama The Flight of the Phoenix (1975). Também interpretou Sears Wiggles em Sleeper (1973), Dr. Kramer em Candy Stripe Nurses (1974), Sgt. Ross em Helter Skelter (1976), um ator em Romantic Comedy (1983) e apareceu como ele mesmo no mocumentário Burn Hollywood Burn (1998).
Na televisão, trabalhou como roteirista de várias atrações. Na década de 1960, escreveu mais de vinte episódios da série Batman, incluindo um no qual interpretou um personagem mudo chamado Ballpoint Baxter. Embora mais reconhecido por seu trabalho na referida série, ele também roteirizou episódios de The Monkees, The Man from U.N.C.L.E., Columbo, Tales from the Crypt e All in the Family, cujo episódio "Oh, My Aching Back" rendeu-lhe uma indicação ao Emmy.
Ross envolveu-se em vários esforços para levar a heroína dos quadrinhos Mulher Maravilha à televisão. Em 1967, ele foi solicitado a escrever um tratamento para a proposta inicial de um programa e, em 1973, foi abordado a roteirizar o episódio piloto de uma série sobre a personagem. Ross recusou, por não concordar com a atualização da Mulher Maravilha (baseada nas histórias em quadrinhos das décadas de 1960 e 70) que a série propunha nem com a escalação da atriz principal. Em 1974, quando o piloto dessa série fracassou, Ross foi contratado para desenvolver sua própria visão, que priorizava fortemente a fidelidade visual à aparência dos quadrinhos clássicos. A série resultante, Wonder Woman, foi ao ar entre 1975 e 1979 e Ross foi fundamental na escolha de Lynda Carter e Lyle Waggoner como as estrelas do programa.

### Dublagem
Ross tinha uma voz distinta, motivo pelo qual possui muitos créditos televisivos como dublador. Entre seus trabalhos estão a voz do Gorilla Grodd nos desenhos animados Challenge of the Super Friends e na versão da década de 1980 da série Super Friends. Ele também interpretou Brainiac em Super Friends, Super Friends: The Legendary Super Powers Show e The Super Powers Team: Galactic Guardians; Perry White no desenho animado Superman de 1988; e Dark Paw em Paw Paws.
No cinema, algumas de suas dublagens mais conhecidas são as dos personagens Bull terrier e Doberman no longa-metragem Babe: Pig in the City (1998). Ele teve muitos outros trabalhos de voz menores em programas infantis televisivos, além de ter dublado mais de mil comerciais de televisão.

## Outras atividades
Ross também era compositor e criou canções para a trilha sonora de alguns programas de televisão, tais como a série Columbo, na qual colaborou com músicos do calibre de Henry Mancini e Oliver Nelson. Em 1977, compôs a música-tema da minissérie The Kalliaks, "Beat the System", cantada por Roy Clark. Ross também fez uma incursão no teatro musical, escrevendo as letras, a música e o libreto do musical Chaplin, protagonizado por Anthony Newley.
Em colaboração com Jay Robert Nash, Ross é autor de The Motion Picture Guide, uma conjunto abrangente de enciclopédias de vários volumes, publicado pela primeira vez em meados da década de 1980, contendo críticas e dados sobre praticamente todos os filmes feitos até o momento da publicação; mais tarde adquirido pela News Corp de Rupert Murdoch, foi lançado em CD-ROM e passou a formar o banco de dados cinematográficos do CD Cinemania, da Microsoft. Ele também gravou audiolivros, como A Book of the Five Rings (baseado na obra O Livro dos Cinco Anéis de Musashi Miyamoto), Believe and Achieve (inspirado em escritos de Napoleon Hill) e Awakening Your Mind Power, Channeling Your Higher Self, Explore Your Past Lives, Meditation e Self Hypnosis, todos fundamentados em textos de Edgar Cayce.
Por muitos anos, Ross ministrou aulas na Universidade da Califórnia em Los Angeles e, em seus últimos sete anos, ensinou a escrever roteiros de comédia na Escola de Cinema da Universidade do Sul da Califórnia. Ele colaborou com várias instituições de caridade, entre elas a UNICEF. Em 1977, foi ordenado pastor na organização religiosa Universal Life Church, o que o levou a oficializar os casamentos de algumas celebridades, entre eles o do apresentador de televisão Milton Berle.

## Morte
Stanley Ralph Ross morreu em Los Angeles em 16 de março de 2000, devido a um câncer de pulmão, deixando sua esposa Neila, três filhos e uma neta. Foi enterrado no Hillside Memorial Park and Mortuary, em Culver City, na Califórnia.